# Piotr Dubrowski (filolog)
Piotr Pawłowicz Dubrowski (ur. 14 czerwca 1812 w Czernihowie, zm. w październiku 1882 w Warszawie) – rosyjski filolog zajmujący się literaturą polską.
Ukończył studia na Uniwersytecie w Moskwie, następnie pracował w Warszawie jako nauczyciel w gimnazjum (1837–1851). Później był profesorem języka polskiego w petersburskim Instytucie Pedagogicznym. W roku 1862 osiadł na stałe w Warszawie. Pracował z "Biblioteką Warszawską", a w latach 1842–1843 wydawał pismo "Jutrzenka-Diennica" (dwujęzyczne). Zajmował się szczególnie twórczością Adama Mickiewicza. Jest autorem dzieł:
- Dokładny słownik języka polskiego i ruskiego
- Słownik polsko-rosyjski administracyjny i sądowy (1847)
- Rosyjsko-Polski komeńjusz (1843)